# Peter Apfelbaum
Peter Apfelbaum (* 21. August 1960 in Berkeley, Kalifornien) ist ein US-amerikanischer Pianist, Tenorsaxophonist, Schlagzeuger und Komponist des Modern Creative Jazz.

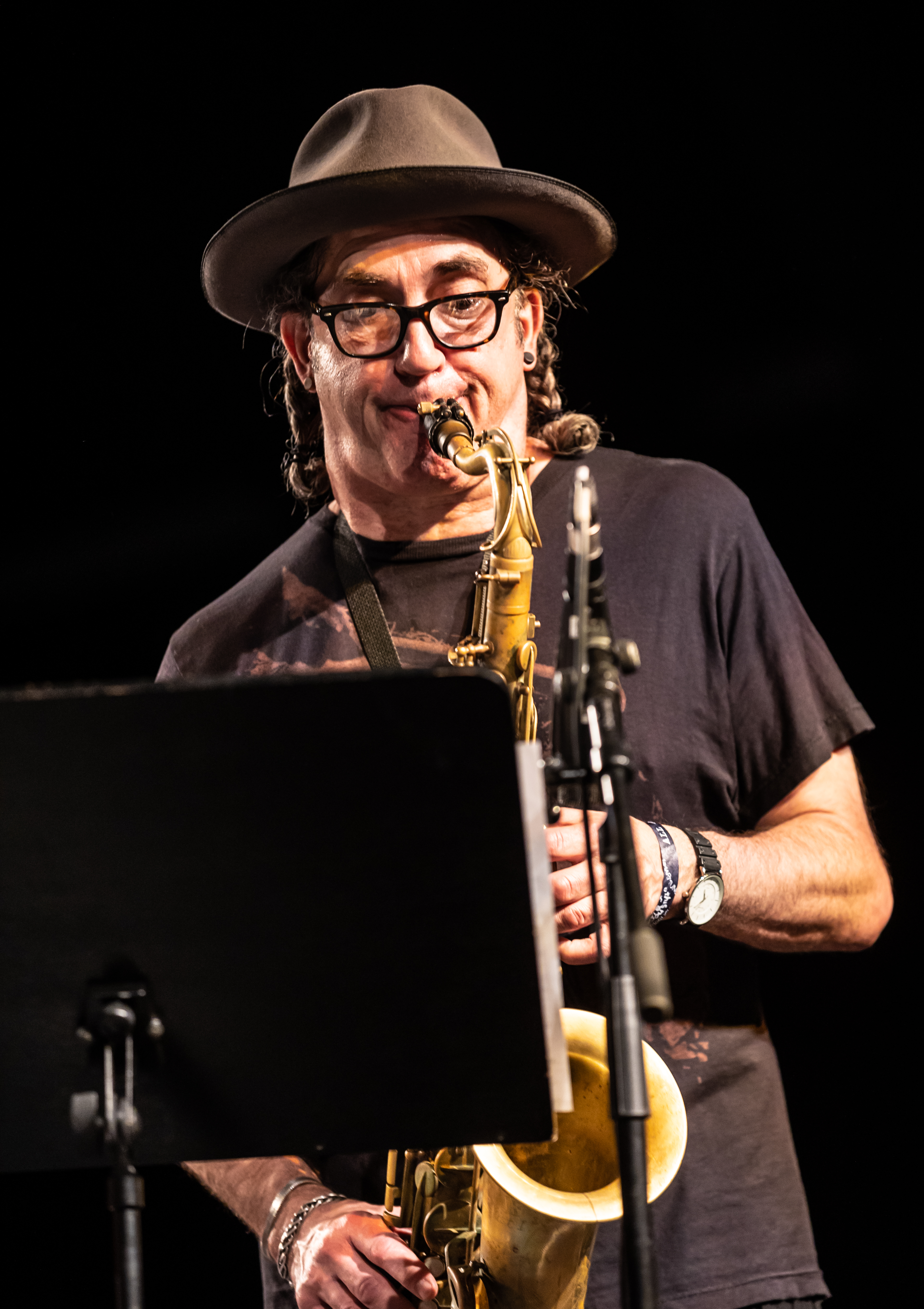
Peter Apfelbaum beim Moers Festival, 2022

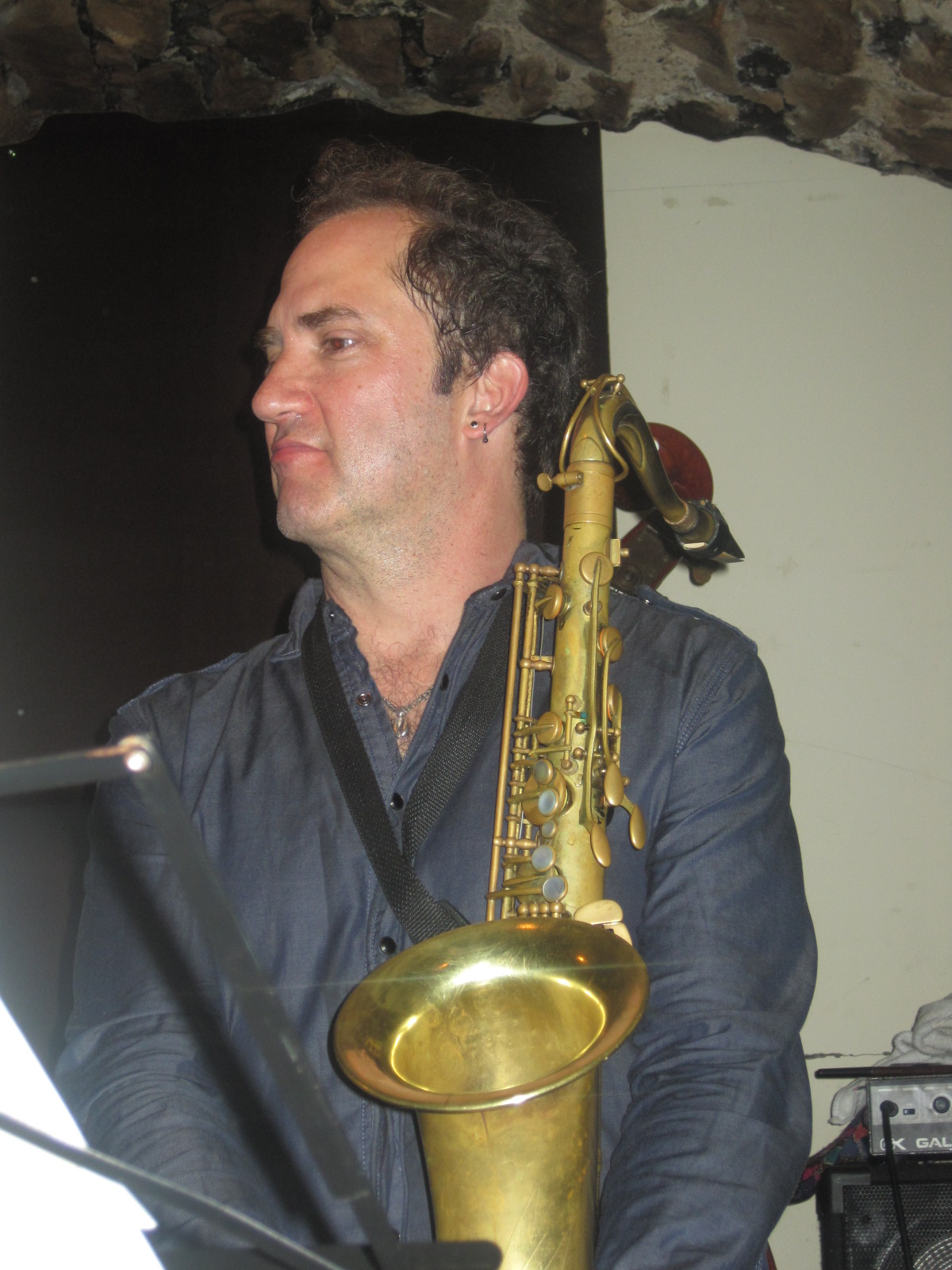
Peter Apfelbaum, 2012

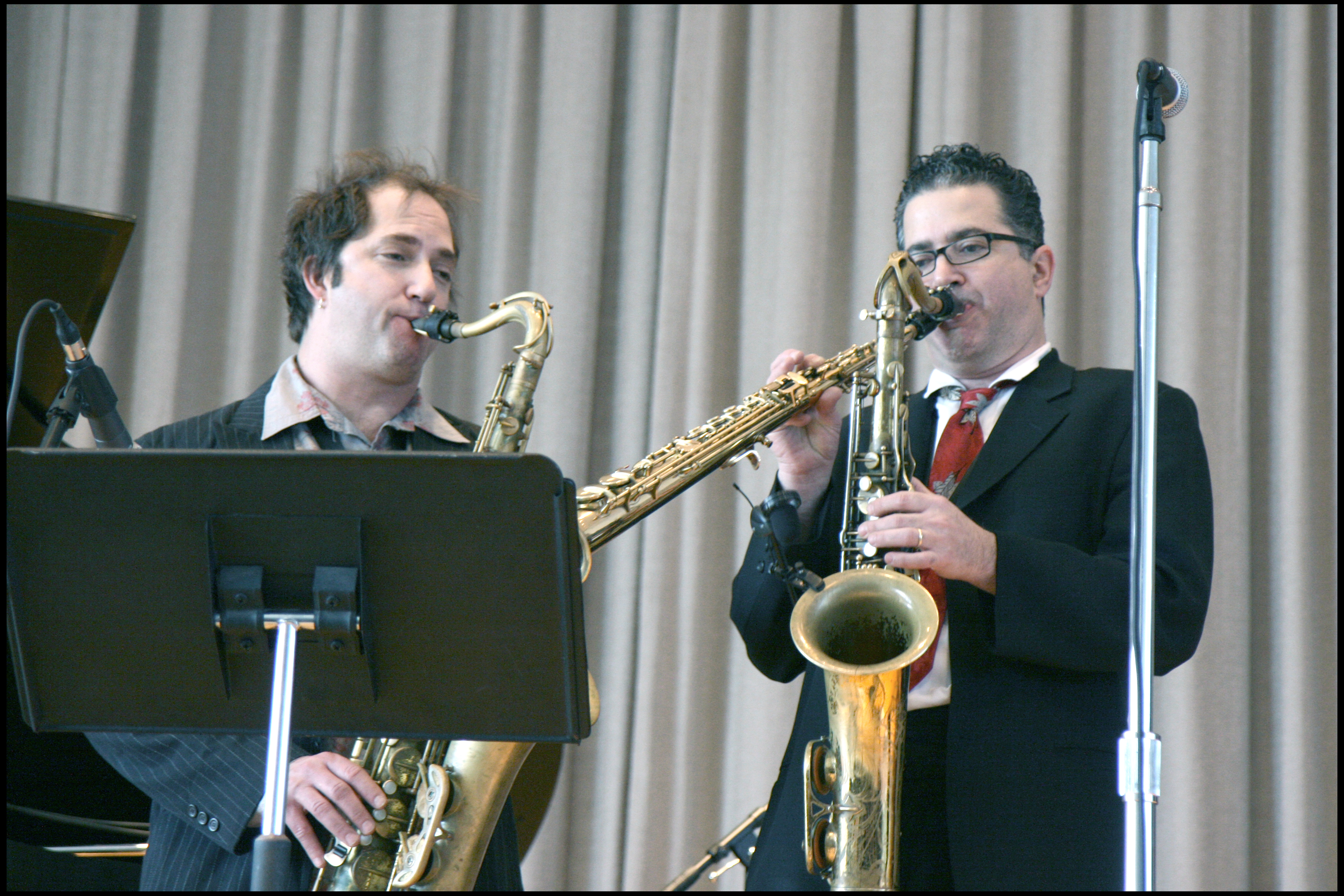
Peter Apfelbaum und Paul Shapiro

## Leben und Wirken
Apfelbaum arbeitete zwischen 1978 und 1982 mit Carla Bley und unternahm Tourneen mit Warren Smith und Karl Berger. Er ist als Sideman-Pianist an vielen Sessions beteiligt gewesen und hatte längere Stücke für verschiedene Musiker komponiert, beispielsweise für Don Cherry. 1990 tourte Apfelbaum mit Cherry in der Formation Multikulti, wo er Piano und Saxophon spielte. Peter Apfelbaum leitete in den 1990er Jahren das „Hieroglyphics Ensemble“. Stilistisch bewegte sich seine Musik zwischen Fusion und Weltmusik, enthält aber freie Elemente. Sein Album aus dem Jahr 1991, Signs of Life stieg auf Rang 14 in der Kategorie „top contemporary jazz albums“ im Billboard-Magazin. Er arbeitete weiterhin mit Josh Roseman (Treats for the Nightwalker 2003), Jai Uttal, John Zorn, Gina Leishmans Kamikaze Ground Crew, Sana Nagano, Steven Bernsteins (Tinctures in Time (Community Music, Vol. 1), 2021, und Good Time Music (Community Music, Vol. 2), 2022) und auch mit Sex Mob zusammen.

## Auswahldiskographie
- 1991 – Signs Of Life (Antilles)
- 1992 – Jodoji Brightness (Antilles)
- 1996 – Luminous Charms (Gramavision)
- 2005 – It Is Written (ACT)